# Romeins recht
Het Romeins recht heeft zich ontwikkeld over een periode van meer dan 2.500 jaar vanaf ca 550 v. Chr. en veranderde door de tijd. De oorsprong ervan ligt in het oude Rome, waar het zich als gewoonterecht ontwikkelde uit regionaal geldende rechtsregels, de gepleegde rechtspraak en regels van oudere en andere culturen uit de regio, bijvoorbeeld die van de Grieken, die deels terug te voeren zijn op regels uit het oude Egypte. Tot het Romeins recht horen niet alleen rechtsfiguren, regels, rechtspraak en juridische literatuur, maar ook de organisatie van de rechtspraak, de staatsinrichting en een fijnmazig bestuurlijk systeem. Door de lange duur en groei van het Romeinse en Byzantijnse rijk, kent het een lange en voortdurende geschiedenis, verbreid over Europa, tot in het Verenigd Koninkrijk, Turkije en het Midden-Oosten. De eerst bekende codificatie was de Twaalftafelenwet van omstreeks 450 v.Chr., een grote codificatie werd in de zesde eeuw samengesteld in opdracht van de Byzantijnse keizer Justinianus. Na het verval van het Romeinse rijk leefden de rechtsregels, rechtsfiguren en rechtsbeginselen voort in veel Europese vorstendommen, hertogdommen en graafschappen, als gewoonterecht en via het kerkelijk recht, mede vanwege hun hoge juridisch-technische kwaliteit en hun begrijpelijkheid.
Het Romeins recht veranderde mee met de samenlevingen en machtsstructuren waarbinnen het werd toegepast. Het heeft door de eeuwen heen, als ius commune (het 'gemene, of gemeenschappelijke recht'), een grote invloed gehad op wetgeving, rechtspraak en rechtsontwikkeling in vrijwel alle Europese landen. Rechtsfiguren, -begrippen, -beginselen en discussies uit de Codex Justinianus, vormen in België en Nederland nog steeds een referentie voor wetgeving, rechtspraak en juridische literatuur.

## Koningstijd, stadstaat Rome, 753 - 510 v.Chr.
Over het Romeinse Koninkrijk zijn vooral veel legenden en mythes bekend; schriftelijke bronnen over die tijd dateren veelal van nadien. Het koninkrijk ontstond uit een agrarische nederzetting in de streek Palatinus, een van de 7 heuvels aan de Tiber. In de loop der eeuwen werd het Romeinse gebied uitgebreid over heel Italië, Europa tot aan rivier de Rijn, het gebied van het huidige Turkije, en alle kustgebieden rond de Middellandse Zee. Het Romeins-bestuurlijk hoogtepunt viel rond 130 na Chr., toen ook het huidige Engeland en Wales tot het Romeinse Rijk behoorden.
De koningen zouden gekozen zijn door een vergadering van het Romeinse volk, de comitia. De Romeinen kenden in deze periode geen erfopvolging. De koning kon volgens bepaalde bronnen geheel autonoom edicten (edicta) uitvaardigen, hij zou dus soeverein gezag (cum imperio) hebben gehad. Goden bewaakten de openbare orde. Recht bestond uit de regels van de voorvaderen, uit eerbied voor de koning, de stam, familie, vader, de gasten en de goden. Het recht was tweeledig, het publiek recht, dat het gemeenschappelijk belang diende van alle Romeinen en het privaatrecht, dat het individueel belang diende. Privaatrecht was in drieën te delen: recht van de natuur, recht tussen de volkeren en recht tussen de burgers, aldus de geleerde Ulpianus ca 200 n.Chr.
Hij kon volgens die auteurs echter ook de comitia voorstellen om een besluit te nemen. Als zo'n besluit dan via de comitia tot stand was gekomen, werd het niet een edict, maar een lex genoemd. Een lex is volgens die bron dat wat het aristocratische deel van het volk – op voorstel van de koning – zou hebben bevolen en vastgesteld. 
Het voordeel van lex boven edicta was dat edicten net zo lang mee gingen als degene die ze had uitgevaardigd. Als iemand in zijn functie trad, moest hij uitdrukkelijk en precies aangeven welke edicten hij in stand wilde houden en wat onder zijn ambt van toepassing zou zijn. Dit kan echter pas met zekerheid worden gezegd sinds de periode van de Romeinse Republiek.
De senaat diende als een consilium voor de koning.
Omstreeks de 1ste eeuw v.Chr. beweerde Granius Flaccus in de archieven van het Capitool een bundel rechtspraak te hebben gevonden die aan het eind van het Koninkrijk werd samengesteld door de jurist Papirius. Hoewel de bundel sedertdien spoorloos is, zijn er bij Romeinse schrijvers drieëntwintig verwijzingen naar. In de negentiende eeuw werden deze Koningswetten, oftewel leges regiae uitgegeven door Dirksen. Omdat zij er als gerechtelijke beslissingen over conflicten uitzien, mag worden aangenomen dat de koningen toen regeerden via rechtspraak in geval van conflicten in hun hoedanigheid van pontifex maximus m.b.t. het ius sacrum.

## Vroege Republiek, 509 - 366 v. Chr.
In 509 v.Chr. werd de laatste koning door de patriciërs afgezet en de (vroege) Romeinse Republiek was geboren als een militair regime. De stadstaat werd bestuurd door patricische pretoren en militaire tribunen, naast een senaat en een comitia.
Vanaf 496 v.Chr. kregen ook de plebejers een eigen orgaan, de consilia plebis. Dit om de eenvoudige reden dat zij een meerderheid uitmaakten van de bevolking en zich begonnen af te keren van de besturende organen waarin zij niet waren vertegenwoordigd. Hoewel zij niet zetelden in de comitia curiata, hadden de plebejers wel overleg met de patriciërs in de comitia centuriata. Hierdoor zou de vroege republiek zich uiteindelijk kenmerken door peraequatio iuris: gelijke rechten voor patriciërs en plebejers, een ieder die meevecht voor Rome, ongeacht stand of etnische groep waartoe men behoorde, had gelijke rechten. Door het toekennen van civiele rechten met en zonder suffragio (stemrecht), en een vrijheidsstatuut (status libertatis) aan cives (wapenbroeders) kon men plebejers - goedkoop - motiveren om het leger te versterken. Populus is een oud Etruskisch woord voor leger.
Het aristocratische collegium pontificum had de taak de rechtspraak te regelen, via rechterlijke oordelen kon men het geldend recht leren kennen. De tribuni plebis waren hiermee niet tevreden en kregen het via de comitia centuriata (comité van vertegenwoordiging) in 496 v.Chr. voor elkaar dat het civiele recht gecodificeerd moest worden op twaalf ivoren tafelen die op het Forum Romanum ter inzage werden neergelegd: de Lex XII Tabularum, de Twaalftafelenwet.
Naast dat civiele recht bleef het ius sacrum van toepassing voor wie zelf geen civiele rechten had en deze niet kon inroepen via een pater familias.

## Volle republiek 366 - 27 v. Chr.
In 366 v.Chr. werden via de Leges Liciniae Sextiae de republikeinse instellingen en magistratuur hervormd. Er ontstaat rechtspluralisme: verschillende edicten per domein, magistraat, streek, stad en etniciteit. Bovendien was de macht verdeeld en tijdelijk. Een magistraat had een ambt (of kreeg imperium) voor één jaar en diende te handelen naar zijn edict, nadien was hij een jaar niet herverkiesbaar en kon ter verantwoording worden geroepen. Voor het eerst werden er naast de militaire status libertatis ook politieke vrijheidsrechten toegekend.
De Lex XII Tabularum, Gnaeus Flavius en het pretorschap vormen drie stappen van de juridische emancipatie van het plebs.

### Senaat
De senaat kon een vredesverdrag of foedus onderhandelen met overwonnen volkeren. In ruil voor soldaten en belastingen ontvingen die volkeren een politiek vrijheidsstatuut met civiele rechten voor hun foederatio. Dit statuut met rechten voor "peregrijnen" werd civitas genoemd, het recht dat werd ontwikkeld via de edicten van de praetor peregrinus noemt men ius gentium. Gans Italië zou op die wijze civitas zonder stemrecht in Rome krijgen, andere streken commercium, conubium, tributum, enz. Meer en meer zouden civiele rechten worden toegekend aan niet-krijgers om steun te vinden voor het te voeren beleid. In de 2de eeuw voor Christus werd overigens de verplichte legerdienst afgeschaft en konden ook vrouwen een eigen familia beheren.
Daarnaast hield de senaat toezicht op het ius sacrum, bekrachtigden zij de besluiten van de comitia centuriata en beschikten zij over het budget of aerarium van de republiek.

### Quaestor
Het beheer van het aerarium, waarover de comitia centuriata kon beschikken, werd overgelaten aan het edict van de quaestor. Tevens hielden zij de archieven bij.

### Stemcomitée
Er waren verschillende kiescolleges (comitiae) zonder recht van amendering. Deze stemcomités verkozen de magistraten, dienden fusies van families en testamenten goed te keuren.
Voorstellen (leges rogae) en mandaten werden enkel beantwoord met:
- UR = uti rogas (zoals gevraagd), hetzij A = antiquo (bij het oude laten)
- C = condemnito (ik veroordeel), hetzij A = absoluito (ik spreek vrij)

We onderscheiden de kiescolleges: 
- comitia curiata van de patriciërs,
- comitia centuriata als overlegorgaan voor patriciërs en plebejers.
- comitia tributa,
- consilia plebis.

De besluiten (plebiscita) van de consilia plebis verbonden in den beginne alleen het plebs, maar met de lex Hortensia (ingediend door Quintus Hortensius) in 287 v.Chr. verbonden zij het gehele populus. De tribuni plebis (volkstribuun) had al vanaf het begin een vetorecht voor alle magistraten, behalve de censor en dictator.
Leges van de comitiae waren bindend, maar men had toen al een hiërarchie:
- leges perfectae van openbare orde;
- leges minus quam perfectae was dwingend recht;
- leges imperfectae als aanvullend recht.

### Consul
De consuls voerden de senatusconsultae uit en oefenden het oppergezag uit met initiatiefrecht in de comitia centuriata. Ook zij waren gebonden aan hun edict, maar konden voor de duur van zes maanden een dictator aanstellen als Rome in gevaar was.
Consuls waren de twee belangrijkste magistraten bestaande uit een patriciër en een plebejer.
In de republiek waren zij pontifex maximus van het ius sacrum.

### Dictator
Indien in de Republiek gevaren dreigden, zoals opstandige provinciae, kon een consul of pretor zichzelf benoemen tot dictator reipublicae constituendae (dictator ter reorganisatie van de staat), voor een periode van een half jaar. Zoiets was niet ongrondwettelijk, want er was geen grondwet.
Gaius Julius Caesar maakte handig gebruik van deze regeling, door zichzelf, na zijn Gallische Oorlog, voor onbepaalde tijd tot dictator te benoemen. Hij weigerde de hem aangeboden koningskroon. Gaius Julius Caesar werd vermoord door samenzweerders die de Republiek probeerden te redden.

### Tribunus
Ook zij konden wetsvoorstellen indienen en hadden bovendien een vetorecht tegen alle beslissingen en leges behalve die van de censoren en dictator.

### Censor
Zij hielden o.a. de oplijsting bij wie over welke vrijheidsrechten beschikte. Onder meer in de pretoriaanse fase van belang om te weten of iemand over de status libertatis beschikt. Zonder vrijheidsrechten kon men geen cursus honorarium afleggen. Verder waren zij belangrijk voor het bijhouden van uitgesproken capitis dimunitio, d.i. Het gedeeltelijk of volledig, al dan niet tijdelijk, ontnemen van vrijheidsrechten.

### Formulaproces

#### Praetor
Het ambt van praetor, een collega minor of ondergeschikte van de consul, werd voortaan ook opengesteld voor plebejers. De praetor keek in de eerste fase van een formulaproces na of rechtzoekenden over een vrijheidsstatuut en over een rechtsmiddel beschikten uit zijn edict alvorens hen door te verwijzen naar een rechter. De praetor had net als alle andere magistraten het ius edicendi om edicten uit te vaardigen, eens hij de imperium kreeg van de comitia.
De praetor urbanus had de ontwikkeling van het civiel recht of ius civile in handen in de stad Rome, hij werd daarom 'viva vox iuris civilis' genoemd. In 242 v.Chr. kreeg hij een collega, die bevoegd was voor de provincies met het ius gentium: de 'vreemdelingenpretor' (praetor peregrinus). Uiteindelijk waren er achttien pretoren, waaronder de "praetores aerarii", belast met geschillen over belastingen (aerarium = staatskas, aereus = koper).
Omdat sommigen het pretorschap (het praetuur) enkel begeerden om daarna consul te kunnen worden, en dus leek waren op het gebied van het recht, had de pretor een raad van rechtsgeleerde adviseurs, het consilium. Zij adviseerden vaak om een edict uit te vaardigen. Op 1 maart (eerste maand van de Romeinse kalender) werden alle edicten waarmee de pretor het eens was op een witte schutting gepubliceerd, het "album". Dit waren de 'beleidsvoornemens' van de pretor voor zijn ambtsjaar.
Voorbeeld van een Albaans edict: "Al wat onder invloed van dwang (metus) zal zijn gedaan, zal ik niet goedkeuren."
Alle edicten op het album tezamen werden aangeduid als 'het pretoriaans edict'. Het pretoriaans edict was een voortdurend edict, een edictum perpetuum, wat betekent dat de pretor eraan gebonden was gedurende zijn ambtstermijn. Alle edicten die steeds opnieuw werden opgenomen in de albi, werden aangeduid als 'het traditionele edict', edictum tralaticium. Daaruit ontwikkelde zich weer het 'pretoriaans recht', ius praetorium of ius honorarium (want niet alléén de pretor vaardigde edicten uit, maar bv. de marktmeester). Zo ontstond dus een rechtspluralisme in het Romeinse recht.
De term ius civile werd op twee verschillende wijzen gebruikt.
- Onder ius civile, gebruikt ter onderscheiding van ius praetorium, verstonden de Romeinse juristen het recht dat door de burgers, cives, werd gemaakt, en dat bestond uit het gewoonterecht (consuetudo) en het in wetten (hetzij leges z.o. 13, hetzij plebiscita) neergelegde recht. Gewoonte en wet werden gezien als gelijken; een gewoonte kon derhalve een wet buiten werking stellen, en andersom. Tegenover het ius civile staat dus het ius praetorium. Het verschil tussen ius civile en ius praetorium is volgens Papinianus: "Het pretoriaans recht is het recht dat de praetoren in het algemeen belang hebben geïntroduceerd ter ondersteuning, aanvulling of correctie van het civiele recht." Het ius praetorium veronderstelt dus het ius civile. (nzb onder dwang gesloten overeenkomsten zijn niet nietig, maar vernietigbaar)
- Het ius civile dat voortkwam uit de provincies noemde men ius gentium. Deze beschouwingswijze was gewoon onder alle landen rond de Middellandse Zee. Veel van wat er niet in het ius Quiritium werd gecodificeerd, was dat wat vanzelfsprekend werd geacht: dat wat tot het ius gentium behoorde. Kortom, het ius gentium was het recht dat de Romeinen met de omringende volkeren gemeen hadden.

Wij maken tegenwoordig een onderscheid tussen ons nationaal burgerlijk recht en het internationale burgerlijk recht. De Romeinen deden dit niet. Zij zagen het ius civile Romanorum, of ius Quiritium (Quirinus = Romulus), als een manifestatie van het universele ius civile, dat aan alle mensen gemeen is, én dat wat de naturalis ratio (recht als samenhang vanuit een boekhoudkundige benadering) ons voorschrijft.

#### Dagvaarding, Juristen
Dagvaarding was een private kwestie, een verweerder mocht een vertegenwoordiger sturen. Het proces stond onder leiding van de pretor.
Tijdens de inleiding zette de eiser zijn eis uiteen en vroeg de toekenning van een actiemiddel uit het edict van de pretor. (Postulatio actionis) Eerst keek de pretor na of partijen onder het civiel recht vielen en bekwaam waren (een pater familias voor het ius civile, een dominus voor het ius gentium), tegelijk of hij wel bevoegd was.
Via een interdict kon de pretor voorlopige maatregelen (possessio) uit zijn edict uitspreken die erga omnes golden. Dit was de goedkoopste en zeer vlugge manier om conflicten op te lossen, tenminste als de partijen geen revindicatie deden en zich hielden aan wat onderling werd gestipuleerd. Gebeurde dit niet dan diende men een nieuw actiemiddel aan te wenden (actio ex stipulata).
Zonder voorlopige maatregel werd de gekozen actie uit de waslijst uit het edict nagezien. Tegenpartij kon daarop kiezen verweer ten gronde te doen, een exceptie in te roepen uit het edict, een onweerlegbare bekentenis af te leggen of een gedingbeslissende eed te (laten) uitspreken.
Voor de pretor stopte het verhaal met het schrijven van een formula op een stuk papyrus en het toewijzen van een rechter. De formula bevatte naast de namen van de partijen, de gedingvaststelling en de wijze waarop de rechters dienden te oordelen. Deze formula was voor de partijen te nemen of te laten.
| Rechtsbegrip    | Betekenis                                                                            |
| --------------- | ------------------------------------------------------------------------------------ |
| tribunal(e)     | platform met zitplaatsen voor de magistraten (naklassiek: rechterstoel, rechterbank) |
| actor           | eiser, klager                                                                        |
| actio           | rechtsmiddel (naklassiek: aanspraak, rechtsvordering)                                |
| reus            | verweerder, beklaagde                                                                |
| iudex           | rechter                                                                              |
| iudex privatus  | lekenrechter                                                                         |
| formula         | inleidend verzoekschrift                                                             |
| responsa        | advies                                                                               |
| communis opinio | heersende leer                                                                       |

De Romeinen hielden ervan om door hun gelijken berecht te worden: zij hadden geen iudex peritus, geen ervaren rechter, maar een iudex privatus, een lekenrechter. De iudex privatus had natuurlijk wel kennis van het recht nodig om recht te kunnen spreken. Dit deed hij door advies, een soort stappenplan, in te winnen bij de pretor: de formula. De richtlijnen voor formulae waren ook in het album van de pretor te vinden, maar hier was hij niet aan gebonden. Bovendien was de bewijsregeling vrij. Omdat de pretor zelf vaak ook een leek was, raadpleegde hij een groep van rechtsgeleerden: de iuris periti, ‘ervaren juristen’.
Doordat er sprake was van lekenrechtspraak, heeft de rechtspraak zelf nauwelijks iets bijgedragen aan de rechtsontwikkeling. Maar daarom juist hadden de iuris periti een enorme invloed. Hierdoor ontstond er een, buiten Rome ongekende, juridische vakliteratuur van hoge kwaliteit. Deze literatuur was gegoten in de vorm van responsae, adviezen. Deze responsae werden zo belangrijk geacht, dat ze als de heersende leer (communis opinio), even belangrijk werden geacht als de wet zelf.
Er was geen mogelijkheid om in beroep te gaan tegen een vonnis uit deze periode. Er ontstond een nieuw conflict tussen de rechtzoekende en de rechtspreker waarvoor de pretor een actiemiddel diende te voorzien in zijn edict. Met zo'n actiemiddel kon men een magistraat niet vragen het vonnis te hervormen, wel om te vernietigen zoals de huidige cassatierechtspraak.

### Aedielen
Zij stonden per edict o.a. in voor de openbare orde, materie die men vandaag onder het strafrecht zou indelen. Met of zonder vrijheidsstatuut, volwassen of jonger dan 25 jaar, zwakzinnigen: iedereen was aan het edict van de aedielen onderworpen. (In tegenstelling tot de Twaalftafelenwet die enkel door ciues inroepbaar was). Voor misdrijven kon de dader niet rekenen op de aansprakelijkheidsstructuur van de familia waartoe hij behoorde en was een veroordeling individueel in plaats van ten laste van de pater familias. Het aedilisch recht was geen ius civile en bijgevolg waren de begrippen als familia of pater familias er niet van toepassing.
Van de aedilische procedure is nagenoeg niets terug te vinden omdat tijdens de klassieke periode de procedures werden vervangen door de keizerlijke cognitieprocedure en de keizer voortaan aediel voor het leven zou worden.

## Keizerrijk 27 v.Chr. tot en met 305 n.Chr.
Een belangrijke rechtshistorische bron van de periode na Gnaeus Flavius en vóór keizer Justinianus is het boek Enchiridion, geschreven door de Romeinse jurist Sextus Pomponius in de 2e eeuw n.Chr.. Het is aangevuld met berichten van de oud romeinse advocaat Cicero.

### Principaat
Onder het keizerrijk werden de iuris periti nog belangrijker. Het Romeinse Rijk had een enorme expansiedrang. Op een gegeven moment noemden zij de Middellandse Zee zelfs mare nostrum ("onze zee"). Alleen Alexandria et Aegyptus behield nog enige mate van zelfstandigheid.
Het Rijk was verdeeld in bestuurlijke eenheden, de provinciae. Aan het hoofd van de provincia stonden de proconsuls en de propraetor, cum imperio. Zij waren de lokale plaatsvervangers van de consuls en pretor te Rome. Vaak werden ex-consuls en ex-pretoren aangesteld als proconsul c.q. propretor. De propretor sprak recht, en publiceerde daartoe zelfs het album van de praetor urbanus. Zij zorgden er ook voor dat de provinciae hun tributum, schatting, betaalden. De provinciae kregen veel autonomie, zij werden beschouwd als 'wingewesten'. De inheemse bevolking van de provinciae werden beschouwd als peregrini, vreemdelingen.
Na de Slag bij Actium in 31 v.Chr. werd Caesars erfgenaam Augustus de Verhevene keizer. Augustus wilde behandeld worden als de eerste, princeps (vandaar: prins), onder gelijken: het principaat was geboren. De oude republikeinse staatsinrichting bleef grotendeels gehandhaafd, maar Augustus nam de militaire imperia van alle proconsuls af en verkreeg zo het imperium maius. Verder eigende hij zich de bevoegdheid van een tribunus plebis toe, de tribunicia potestas, en kon zo niet meer geraakt worden door de veto's van de gewone tribuni plebis. Ten slotte was de keizer ook princeps senatus, de leider van de Senaat die de senatoren mocht benoemen. Augustus maakte zichzelf zo de eerste princeps van het Romeinse Rijk.
Omdat de republikeinse staatsinrichting verder werd behouden, veranderde er niets wezenlijks aan het rechtsstelsel. Wel veranderde Augustus het burgerlijk procesrecht enigszins door plebiscita uit te vaardigen.

#### Juristenrecht en keizerrecht
De vroegere aanzienlijke Romeinen hadden clientela van wie ze de patronus waren. De clientela kon bestaan uit afzonderlijke personen, maar ook uit hele steden en landstreken. De belangrijkste taak van een patronus was zijn clientela adviezen te geven bij juridische problemen. Hieruit is de juridische respondeerpraktijk ontstaan.
In Rome bestond er een klasse, waarvoor iedereen werd toegelaten met een vermogen van (omgerekend) minimaal 400.000 euro: de ordo equester, zij waren de mensen die een oorlogspaard konden betalen. De ordo equester, de ridderstand, steunde Augustus' hervormingen.
Steeds minder edelen gingen juridische adviezen verlenen, terwijl steeds meer ridders dat juist wel gingen doen. Augustus steunde deze ontwikkeling. Alle grote juristen uit de keizertijd, zoals Papinianus, Ulpianus, Paulus en Modestinus, waren ridders. Zij gaven niet alleen responsae, maar ook samenvattende verhandelingen over het ius civile en het ius praetorium. De adviserende juristen werden professionals, en mochten zelfs meedoen met het bestuur.
De keizer kon als leider van de Senaat naar believen mensen in de Senaat aanstellen en de hoogste ambten van magistraat verdelen, waarvoor hij veel ridders die zich verdienstelijk hadden gemaakt, uitkoos. Nadeel was alleen dat zij leken waren, en hadden voor het geven van juridisch advies een raad van 'bijzitters' (assessores) nodig.
De edictum tralaticium veranderde in een edictum perpetuum. Het werd ook niet meer gepubliceerd op het album op het Forum Romanum. Conclusie: de pretor werd, in tegenstelling tot de advies-gevende-juristen, gedeprofessionaliseerd. Zijn rechtsvormende taak werd verminderd.
De Keizer stelde ministers aan (zijn 'huishouding') ter bestuur van het Rijk, allen afkomstig uit de ordo equester.
De nieuwe keizerlijke bureaucratie was zeer efficiënt. De hoogste ambtenaar hierbinnen was de 'prefect van de pretoriaanse garde' (praefectus praetorio). Deze post werd vaak door twee personen bekleed. Ook Papinianus en Ulpianus hebben deze post bekleed. De keizerlijke departementen der verzoekschriften begonnen te wedijveren met de gewone respondeerjuristen van de straat.
De Romeinse Keizer zag zichzelf als patronus omnis terrae. Omdat de Keizer niet iedereen persoonlijk te woord kon staan, werd een verzoek om juridische bijstand op een briefje, het verzoekschrift (libellus) geschreven en aan hem of een van zijn vertegenwoordigers afgegeven. Hieruit ontwikkelde zich het 'departement voor de verzoekschriften' (procuratura a libellis). Soms schreef de keizer zijn antwoord in een brief (epistula) aan de verzoekschriftsteller, meestal echter liet hij in het openbaar ophangen en werd het daarna gearchiveerd (rescriptum).
Samengevat kan men stellen dat het zwaartepunt van de Romeinse rechtsgeleerdheid zich verplaatste van de iuris periti naar de procuratura a libellis, want de Keizer had een enorm rechtsgezag.
Omdat de Keizer de drager was van de tribunicia potestas, was hij dikwijls verplicht om juridische adviezen te geven. Hij had hierom namelijk vetorecht in de besluiten van alle hoge magistraten, zo ook die van de pretor. En aangezien de pretor zelf steeds meer als rechter optrad, in plaats van een lekenrechter, had de Keizer vetorecht over de vonnissen van de pretor: hij werd de hoogste beroepsinstantie. De besluiten die hij in zo'n geval nam, uiteraard terzijde gestaan door een consilium, werden 'decreten' (decreta) genoemd. Deze decreten genoten een zeer groot gezag.
In de provincies die onder direct keizerlijk gezag waren geplaatst, waarin de gouverneur, de praeses provinciae, dus direct verantwoording schuldig was aan de keizer, waren juridische instructies (mandata) nodig van de keizer. Maar ook de overige, 'senatoriale', provincies gingen om die mandata vragen.
Keizer Tiberius droeg de verkiezingen tot de hoogste magistraten over aan de senaat, omdat het organisatorisch niet meer mogelijk was om uit te maken wie stemrecht hadden. Ook kreeg de Senaat, dus het senatusconsultum, de status van algemeen verbindende regel. De oude republikeinse staatsinrichting werd dus niet helemaal in stand gehouden.
De Keizer was als eerste burger tevens princeps senatus, en dus kon hij als eerste spreken over onderwerpen die in de Senaat aanhangig werden gemaakt. Het zwaartepunt in de besluitvorming verschoof van de bespreking en afstemming van de keizerlijke voorstellen naar de daaraan voorafgaande 'rede van de keizer' (oratio principis). De Senaat werd een applausmachine. Zo'n wetsvoorstel werd voorbereid door het keizerlijke consilium, waarin juristen prominent aanwezig waren. Op deze manier werd het senaatsbesluit (senatusconsultum) bij uitstek de wetgevende methode van de keizer.
Tegen het einde van de tweede eeuw is de Keizer een absoluut monarch geworden, de ruïnes van de republiek hadden toen geen functie meer. De jurist Ulpianus zei: "Wat de keizer wil, heeft kracht van wet en wel omdat het volk door middel van de 'koninklijke wet' die over zijn gezag is uitgevaardigd, op en aan hem al zijn macht en gezag overdraagt. Wat dus de keizer door middel van een 'brief' (epistula), of door middel van een onderschrift (op een 'rescript') heeft vastgesteld, of na een gerechtelijk onderzoek of informele behandeling heeft besloten, ofwel wat hij in een edict heeft voorgeschreven, daarvan staat vast dat het kracht van wet heeft. Dat zijn wat wij 'constituties' plegen te noemen." Het gezag werd dus gevestigd op de theorie der volkssoevereiniteit en er ontstond een nieuwe rechtsbron: de wil van de keizer (constitutio principis).
De taken van de praetor urbanus werden aan het einde van de tweede eeuw steeds meer overgenomen door een keizerlijke functionaris, de 'stadsprefect' (praefectus urbi). De praetor urbanus werd het ambt voor oud-senatoren om grote volksfeesten te mogen organiseren, indien hij dat kon betalen. 'Prins carnaval' dus. Langzamerhand kwam zo een einde aan de praktijk van de respondeerjuristen. De  meest vooraanstaande respondeerjuristen, zoals Gaius, Ulpianus en Paulus en Modestinus, voorzagen problemen en begonnen te schrijven om hun juridische kennis voor het nageslacht proberen te behouden.
Gaius was leraar aan de Sabiniaanse rechtsschool en schreef omstreeks 160 voor het onderwijs zijn Instituten. Gaius gaf in deze boeken een beknopt overzicht van het gehele Romeinse privaatrecht. In de vijfde eeuw gebruikten de grote faculteiten van Constantinopel en Beiroet (Berytus) deze werken als standaardintroductie tot het Romeinse recht. Keizer Theodosius II (408-450) kende de Instituten uiteindelijk een even grote status toe als die van de grote Romeinse respondeerjuristen.
Sindsdien wordt het Romeinse recht, o.a. door Justinianus, onderscheiden in twee rechtsbronnen: het juristenrecht (ius) van grote rechtsgeleerden, zoals Ulpianus, en het keizerlijke recht, dat zelfs wordt gelijkgesteld aan de oude wetten van het Romeinse volk, de 'wetten in formele zin'.

### Dominaat of tetrarchie
De na de grote juristen volgende generatie van juristen slaagden er niet meer in zulke grote werken te schrijven. In plaats daarvan beperkten zij zich tot het doorgeven van hetgeen hun in de geschriften van de oudere juristen was overgeleverd. Zij actualiseerden dit niet, dat wil zeggen zij pasten het niet aan aan de latere keizerlijke wetgeving, maar verzamelden slechts nieuwe keizerlijke wetgeving, waarbij het aan de lezers van die compilaties werd overgelaten om vast te stellen of de keizerlijke wetgeving in overeenstemming was met het juristenrecht, het ius. Sinds deze tijd werden codices gebruikt, en niet meer boekrollen. Waarschijnlijk zijn boekrollen zodanig uit de mode geraakt dat ze ook verloren zijn gegaan.
Deze compilaties zijn ons overgeleverd via de Codex Justinianus. Dit vormt zo de voornaamste bron van het Romeinse recht.
Vóór keizer Caracalla hoefden alleen de Romeinse staatsburgers belasting te betalen. Perigrini hoefden alleen schatting (tributum) te betalen. Caracalla (‘legerjasje’, echte naam Marcus Aurel(l)ius Severus Antoninus ) gaf echter zoveel geld aan het leger uit, dat de staatskas, de fiscus, leeg dreigde te raken. Daarom maakte hij in 212 met de constitutio Antoniana iedere inwoner van het Romeinse Rijk tot Romeins staatsburger. Deze ontwikkeling zorgde er weer voor dat het Romeinse recht eindelijk eens gecodificeerd moest worden.
Doordat iedereen Romeins staatsburger werd, kwam ook iedereen onder het Romeinse recht, niet meer onder het vreemdelingenrecht. Dit had tot gevolg dat de bestudering van het Romeinse recht bijzonder populair werd in het oostelijke deel van het keizerrijk. Dit heeft ook veroorzaakt dat de zogenaamde Instituten van de rechtsgeleerde Gaius populair werden.

## Codificatie Romeins recht: Keizer Theodosius

### Splitsing van het Romeinse Rijk
Na de dood van keizer Theodosius de Grote werd het Romeinse Rijk in tweeën gesplitst. Beide keizers zagen het Romeinse Rijk nog steeds als één, dus de macht was gewoon gesplitst. De keizer van het ene gedeelte moest zelf toestemming geven aan een nieuwe keizer van het andere gedeelte om te mogen regeren.

### West-Romeinse Rijk
De West-Romeinse keizer had geen vaste woon- of verblijfplaats, omdat hij dicht bij zijn troepen moest blijven die zich constant verdedigden tegen de invallende Germanen. Uiteindelijk mochten de Franken, met behoud van hun eigen recht (!), zich binnen het Rijk vestigen, op voorwaarde dat zij het Rijk zouden verdedigen tegen de invallende Germanen. In 406 kwamen de westelijke Germaanse stammen over de Rijn het Romeinse Rijk binnen. Zij mochten, mits zij troepen leverden en belasting betaalden, zich vestigen in het Romeinse Rijk onder een eigen bestuur. De laatste door Constantinopel erkende West-Romeinse keizer, Julius Nepos, vluchtte naar Constantinopel, terwijl de niet-erkende West-Romeinse keizer, Romulus Augustulus, in Rome werd afgezet.

### Codificatiepoging door Theodosius II
Theodosius II (408-450), die Gaius de rang van een groot rechtsgeleerde gaf, besloot het gehele Romeinse recht te gaan codificeren, het keizerrecht (leges) én het juristenrecht (ius), te beginnen met het keizerrecht. Gedeeltes van het keizerrecht waren op particulier initiatief reeds gecodificeerd in de codices van Gregorius en Hermogenianus. Theodosius II wilde een derde codex maken met het recentere keizerrecht. Uiteindelijk zou hier dus ook het juristenrecht aan toegevoegd worden, waardoor er een codificatie zou ontstaan van het gehéle recht, en het onderscheid tussen keizerrecht en juristenrecht zou verdwijnen. De gekozen opzet komt zeer goed overeen met die van een moderne codificatie. Vóór Theodosius II zijn trouwens al codificatiepogingen ondernomen.

#### Problemen bij de codificatiepoging
Bij de codificatie van het juristenrecht waren er twee problemen:
- Welke juristen hadden voldoende gezag om in de codificatie opgenomen te worden? Oplossing: Papinianus, Paulus, Ulpianus, Modestinus en Gaius
- Welke jurist had ‘gelijk’ bij verschil van mening? Oplossing: De mening van de meerderheid had de grootste autoriteit, zonder meerderheid had Papinianus de grootste autoriteit.

Beide problemen werden opgelost in de ‘citeerwet’ (lex citandi).

### Codex Theodosianes
In 438 werden de keizerwetten uitgevaardigd in de Codex Theodosianus. In het West-Romeinse Rijk werd deze ook aangenomen. Het juristenrecht was nog niet gecodificeerd.

## Codificatie Romeins recht: Keizer Justinianus I[2]

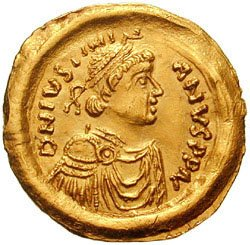
Keizer Justinianus I van Constantinopel

In 527 besteeg keizer Justinianus de troon. Hij wilde, met de wapens in de ene hand en een Codex Justinianus in de andere, het Romeinse Rijk, Oost én West, weer in ere herstellen.
Justinianus besloot, na de mislukte codificatiepoging van Theodosius II, het keizerrecht en het juristenrecht in twee aparte boeken te codificeren. Zijn minister Tribonianus was het meesterbrein achter deze operatie. Met deze codex wilde hij ook de rechtskracht ontnemen aan de daaraan voorafgaande codices, zodat de Codex Justinianus dé wet zou worden. De codex zou geen eigen wetgeving bevatten, maar dat wat werd vastgelegd tot wet verheffen.
Justinianus en Tribonianus besloten om niet alleen te compileren, maar ook te systematiseren, te harmoniëren en (compact) te herschrijven, zodat de codex een toegankelijke en tijdloze wet, een eenheid, zou worden.

### Probleem om tot eenheid te komen
Justinianus en Tribonianus stuitten op een probleem: de constituties van de voorgaande 1000 jaar moesten inhoudelijk op één lijn worden gebracht. Zij voorzagen dat dit te veel tijd zou kosten en ter oplossing bedachten ze het volgende sluitende juridische systeem: alle relevante constituties zouden in de codex worden opgenomen, de oudere eerst, en daarna de jongere. Als algemene rechtsregel werd bedacht, dat in geval rechtsregels uit verschillende constituties elkaar zouden tegenspreken of tot een verschillende resultaten zouden voeren, bepalingen in een jongere constitutie zouden vóórgaan op vergelijkbare bepalingen in een oudere constitutie, het beginsel lex posterior derogat legi priori. Als voorbeeld van de juridische kracht van de Codex Justinianus kan vermeld, dat dit beginsel in Nederland nog is toegepast bij invoering van het nieuwe erfrecht in 2003.
De constituties waren op verschillende manieren overgeleverd (via codices en rechtsgeleerden), steeds iets verschillende versies. Dat leverde een probleem op: welke versie bezat rechtskracht? Justinianus en Tribonianus besloten dat alleen díé versies die in de Codex Justinianus waren opgenomen rechtskracht hadden. Verder mocht een commentaar van een rechtsgeleerde alléén aangehaald worden als zij niet strijdig was met de Codex Justinianus.

### Oude rechtstradities
Het keizerrecht veronderstelde het juristenrecht. Beide waren geen onafhankelijke rechtsbronnen, net zoals het ius civile en het ius praetorium elkaar veronderstelden.
De Romeinse rechtstraditie ten tijde van Justinianus bestond uit het oude ius civile en ius praetorium, te beginnen met de Twaalftafelenwet (450 v.Chr.) en te eindigen met keizer Constantijn (306-337). De commissie ter codificatie van het juristenrecht in de Digesten mocht afwijken van de lex citandi, die alleen bedoeld was voor de juridische praktijk omdat er in het Oosten weinig overleveringen bestonden. Men mocht dus voor de codificatie van het ius uit de hele Romeinse literaire traditie putten.
De oudste bekende overlevering van de Digesten, de Codex Florentinus, bevat een lijst van auteurs en boeken waarvan de Digesten-commissie gebruik heeft gemaakt (38 auteurs en 200 boeken: meer dan de lex citandi dus).

### Digesten
Justinianus droeg de commissie op om teksten van erfrechtgeleerden, ofwel Digesten, op dezelfde manier te verzamelen en ordenen als de Codex Justinianus.
Het onderscheid tussen het ius civile en het ius honorarium (praetorium) werd in de Digesten behouden. Er werden drie subcommissies gevormd om te codificeren. Aan de verschillende delen van de Digesten voegde de commissie excerpten van de rechtsgeleerde commentaren toe.
Officieel heeft de commissie drie jaar over de Digesten gedaan, maar waarschijnlijk is de commissie reeds vóór de verkeizerlijking van Justinianus met de Digesten bezig geweest, en zijn ze pas tijdens de regering van Justinianus gepubliceerd, omdat alleen dán Justinianus' naam eraan verbonden had kunnen worden.
De Digesten kregen samen met de Instituten op 16 december 533 kracht van wet en mochten aangeduid worden met het Latijnse Digesta óf het Griekse Pandectae. Met de verlening van rechtskracht aan de Digesten verloor het ius zijn juridische status als van het keizerrecht onafhankelijke rechtsbron.
Onder eerdere keizers was bij wet bepaald, dat in de rechtspraak slechts het werk en dus de juridische opvatting van enkele rechtsgeleerden mocht worden gebuikt, dat waren onder andere Gaius, Papinianus, Ulpianus, Modestinus en Paulus (Citeerwet of lex citandi). Slechts één vijfde deel van de Digesten is niet afkomstig van de in de citeerwet genoemde juristen.
Voor wat betreft fragment-variaties gold voor de Digesten hetzelfde als voor de Codex Justinianus: alleen de versie in de Digesten bezat rechtskracht. Soms werden er namelijk ook noodzakelijke wijzigingen aangebracht in een commentaar van een rechtsgeleerde.
De Digesten zijn samen met de Instituten uitgevaardigd als één keizerlijke constitutie. Omdat de Digesten één keizerlijke constitutie vormden, dienden, volgens Justinianus, eventuele tegenstrijdigheden zó te worden uitgelegd dat zij niet meer met elkaar strijdig waren.

### Instituten
Justinianus had mede als doel het oud Romeinse recht in ere te herstellen. De rechtsgeleerde Gaius, uit de tweede eeuw, hoorde tot de school van aanhangers van het oud Romeinse recht. Omdat in de Digesten Gaius uitgebreid werd geciteerd, konden zijn beroemde leerboeken, de Instituten, niet meer in het onderwijs gebruikt worden. Justinianus besloot daarom, zijn eigen Instituten te laten opstellen, met een indeling die ontleend was aan de Instituten van Gaius. Omdat de Keizer ze uitvaardigde, kregen deze nieuwe leerboeken in 533 kracht van wet in het Keizerrijk.

#### Vier nieuwe rechtsbronnen
Er waren uiteindelijk vier bronnen der keizerlijke wetgeving, die tezamen het Corpus Iuris Civilis (529-534) vormden:
- Codex Justinianus (verzameling van Keizerlijke wetten)
- Digesten (bloemlezing uit de juristengeschriften/recht)
- Instituten (de wil van de Keizer, komt overeen met ons huidig BW)
- Novellen (later toegevoegd)

### Voorkomen van tekstcorruptie
Om tekstcorruptie (want gekopieerd door scriptoria) te voorkomen verbood Justinianus om:
- afkortingen (sigla) en cijfers te gebruiken
- commentaren in de kantlijn te schrijven. Je mocht dus wél een commentaar schrijven, maar niet in de kantlijn zetten, zodat niemand ooit een commentaar en de originele tekst door elkaar zou gaan halen

Omdat wij veel commentaren van rechtsgeleerden alleen via aanhalingen kennen, hebben geleerden tussen de Renaissance en het begin van de 20e eeuw geprobeerd om deze aanhalingen te ontdoen van hun post-klassieke Justiniaanse interpolaties, om zo de originele rechtsgeleerde commentaren te reconstrueren. De wetenschap die zich hiermee bezighield noemde men de Interpolationenforschung. De Interpolationenforschers zijn echter zodanig doorgedraaid dat ze geen passage uit de Digesten zónder interpolaties achterlieten, en de Justiniaanse commissie dus afschilderden als een groepje plunderaars. Dit is niet terecht, want Justinianus was zeer zorgvuldig met interpolaties omgesprongen: veel wijzigingen konden pas geschieden nadat Justinianus er bij wet toestemming aan had verleend.
Geleerden hanteren tegenwoordig de volgende vuistregel om interpolaties te identificeren: aanhalingen van rechtsgeleerde commentaren zijn authentiek, tenzij zij sterk verband houden met wetshervormingen die nét voor de codificatie van de Digesten zijn doorgevoerd.

### Constantinopel rechtsgeleerdheidsbolwerk
Doordat de juridische universiteit te Berytus tenonder ging na een aardbeving, werd Constantinopel de hoofdstad van het juridische onderwijs. Justinianus ontwierp een intensief studieprogramma voor rechtenstudenten, die de Instituten, de Codex en grote delen van de Digesten moesten leren.

### Tweede editie van deCodex Justinianus
Na de uitvaardiging van de Digesten in 533 was de eerste versie van de Codex Justinianus, de Codex Vetus (wat oude versie betekent), achterhaald, omdat erin nog geen rekening werd gehouden met de codificering van het juristenrecht mét rechtskracht, maar alleen met de lex citandi. Ook moest in de Codex nog flink wat nieuwe wetgeving worden opgenomen.
Aan de tweede editie van de Codex Justinianus verleende Justinianus op 16 november 534 rechtskracht. Alleen deze versie is ons overgeleverd, de Codex Vetus is bijna geheel verloren gegaan.
Natuurlijk werd het, na de verschijning van de tweede editie, verboden om uit de Codex Vetus te citeren.

### Novellen
Justinianus ging ook ná de voltooiing van de Digesten, Instituten en de Codex door met wetshervormingen. Nieuwe wetten (Novellen) vormden een supplement op de codificatie, ook na Justinianus.

### Procopius en Justinianus
Procopius heeft een sappig roddelboek over de corruptie van Justinianus geschreven.

## Receptiegeschiedenis van het Romeinse recht

### Opkomst van de universiteiten
Na de val van het West Romeinse Rijk zagen verschillende vorsten zichzelf als opvolgers van de Romeinse keizers. In het Romeins recht konden zij daarvoor een rechtsgrond vinden.
De opleving van het Romeinse recht in de elfde eeuw hing samen met de opkomst van de universiteiten. Daarom wordt Romeins recht ook wel 'geleerd recht' genoemd. Het verschijnsel 'universiteit' is zelfs mede ontstaan door de bestudering van het Romeinse recht. In 1090 is Irnerius "lucerna iuris" (de lantaarn van het recht) te Bologna begonnen met onderwijs in het Romeinse recht uit overleveringen van de Codex Justinianus, waarbij hij leraren opleidde om daarin les te geven: de universiteit was geboren.
Het gewoonterecht, zoals dat nu nog in Engeland te vinden is, was in heel Europa van de middeleeuwen aanwezig, totdat het verdrongen werd door het 'professorenrecht', het Romeinse recht. Lange tijd was het zelfs in heel Europa zo, dat als je een universitaire juridische opleiding had afgerond, in het Romeinse recht dus, je niet zonder meer aan de slag kon in de rechtspraktijk, omdat daar nog steeds gewoonterecht gold.
Voor de komst van universitair gevormde juristen waren koningen vaak aangewezen op de 'clerici', de geestelijken, om officiële documenten te schrijven. Na de theocratische ambities van de pausen hadden de koningen daar echter niet zoveel zin meer in. Een mooi alternatief vormden de universitair opgeleide juristen. Op deze manier deden zij hun intrede in de rechtspraktijk.
In continentaal Europa heeft het Romeinse recht een grote invloed uitgeoefend, omdat de lokale wetten zeer restrictief werden uitgelegd: er moest vaak een beroep worden gedaan op het Romeinse recht als subsidiair (aanvullend) recht. In Engeland gingen ze daarentegen lokale regels extensief uitleggen (waaruit uiteindelijk de 'common law' is ontstaan), waardoor er geen Romeins recht nodig was. In de praktijk kon men ook in Engeland Romeins recht studeren en vonden afgestudeerde juristen zeker werk in dienst van de kerk of de koning.
Tijdens de volledige Middeleeuwen is er naast het lokaal recht ook een ius commune van bisschoppelijke rechtspraak op het continent. Deze werd via bisschoppelijke officialiteiten (beroepshoven), later via de paus in Rome, op een canonieke wijze als eenheid gerecipieerd en beïnvloed.

### Renaissance
Tijdens de Renaissance en de Reformatie, wilde men af van de rooms-katholieke en van de lokale traditie: het gewoonterecht raakte 'uit'; in plaats daarvan wilde men terug naar de wortels van het recht: het Romeinse recht werd, net zoals de hele klassieke cultuur, 'in'. In de praktijk bleef het Romeinse recht zijn invloed houden, maar er waren humanisten onder de juristen: zij onderzochten de geschiedenis en de bronnen van het Romeinse recht terwijl ze in de dagelijkse praktijk het "geleerde" recht gebruikten.

### Centrale beroepsgerechtshoven
Eind vijftiende eeuw werd er in het Heilige Roomse Rijk, onder leiding van keizer Maximiliaan I, begonnen met een centraal beroepsgerechtshof, het Rijkskamergerecht. Daar waar het lokale recht geen oplossing bood in een bepaalde zaak, werd een beroep gedaan op het oude Romeinse recht als subsidiair recht.
Dit model vond ook in veel andere Europese landen zijn ingang, waaronder Nederland en Schotland.
Vanaf de 16de eeuw namen de vorstelijke rechtbanken canonieke rechtspraak over, waardoor het ius commune de lokale feodale gebruiken en privileges zou verdringen. Als reactie op het absolutisme van de Habsburgers werd in Leuven de interpretatie van de legisten en canonisten samengevoegd door Everaerts. Het resultaat vinden we terug bij Grotius.

### Moderne uitleg
Doordat lacunes in het gewoonterecht door het Romeinse recht (het ius commune; het gecodificeerde natuurrecht: ratio scripta) werden opgevuld, ontstond er een dualistisch rechtssysteem.
Toen Irnerius het Corpus Iuris Civilis van Justinianus begon te bestuderen, was dit reeds vijf eeuwen oud. Deze benaming voor de verschillende boeken -namelijk de Codex, Digesten, Novellen en de Instituten van Justinianus- is nog veel jonger. Natuurlijk voldeden gedeelten niet meer aan de toenmalige situatie, zodat er een usus modernus, een moderne uitleg, noodzakelijk was. (De wetten uit het Romeinse recht konden niet simpelweg vervangen worden door de centrale wetgever: er was immers geen centrale wetgever, de wetten ontstonden door gewoonte.) Deze uitleg werd zeer belangrijk, zo belangrijk zelfs dat de uitleg belangrijker leek te worden dan de wetten uit het Corpus Iuris zelf. Omdat professoren aan de universiteiten deze uitleg ontwikkelden, werd toen het Romeinse recht pas echt een geleerd recht.
Voor de achttiende eeuw bestond er, in tegenstelling tot de kerkelijke rechters, nog geen motiveringsplicht: daarom werd de uitleg van het Corpus Iuris ook voor de justitiabele belangrijk om achter de redeneringen van de rechter te komen.

## Verbintenissen
De verbintenis of obligatio was in het Romeins recht een situatie die bij conflict tot een actio in personam leidde tussen de schuldeiser (crediteur) en schuldenaar (debiteur) m.b.t. een schuld (debit).

### Aansprakelijkheid
De notie aansprakelijkheid en de aansprakelijkheidsleer is pas ontstaan in de middeleeuwen op het continent. Dit uit een receptie van de Romeinse procedure bij zaakbeschadiging zoals behandeld in de Lex Aquilia. Het Romeins recht was immers enkel conflictenrecht. De gerecipieerde aansprakelijkheidsleer werd in de 16de eeuw overgenomen in de vorstelijke rechtspraak uit de kerkelijke rechtspraak. Onder invloed van de reformisten kregen bepaalde Romeinse begrippen nog een andere invulling.
Enkele voorbeelden:
| Begrip     | Romeins recht                                  | Receptie                                         |
| ---------- | ---------------------------------------------- | ------------------------------------------------ |
| bonafides  | hoe een rechter diende te oordelen             | Hoe personen tegenover elkaar dienen te handelen |
| aequitas   | Gelijke berechting van gelijke gevallen        | (Griekse) billijkheid                            |
| inaequitas | Ongerechtvaardigd onevenwichtig tussen burgers | Verrijking zonder oorzaak                        |
| culpa      | Slag in de samenleving (verstoren)             | Ethische fout/zonde                              |

In Engeland, waar er geen canonieke invloed was zoals op het continent, is het Romeins recht meer procedureel gebleven i.p.v. begripsmatig. Daarom heeft men er niet de continentale aansprakelijkheidsleer van canonieke oorsprong.
- In het Romeins recht werd voor een duidelijk vaststaande en bepaalde geldschuld (certum) het rechtsmiddel actio condictio voorzien. Het zekere marktwaardebedrag was dan van belang.
- Een onzekere schuld (incertum) voor het doen of geven van iets kon via een actio ex stipulata, mits culpa (Lex aquilia), worden ingelost via schadevergoeding en de gederfde winst.
- Enkel bij consensuele overeenkomsten ging de rechter na of de totstandkoming niet door bedrog of dwang tot stand was gekomen. Fout, zonde en aansprakelijkheid werden nooit getoetst. Voor andere verbintenissen kon de totstandkoming enkel worden getoetst door een exceptie in te roepen. Indien weerhouden kende de rechter alle nevenverplichtingen voortvloeiend uit de goede trouw toe: rente voor late betaling, uitvoering van bijkomende afspraken, vergoeding voor verborgen verbreken, enz.